# Étienne Chambaud
Étienne Chambaud, né en 1980 à Mulhouse, est un artiste français basé à Paris.

## Biographie
Étienne Chambaud naît en 1980 à Mulhouse,,,,
Il est diplômé de l'École cantonale d'art de Lausanne (ECAL) à Lausanne en Suisse en 2003 et il y intervient. 
Il est diplômé de la Villa Arson à Nice en 2005, et du programme de troisième cycle de l'École nationale des beaux-arts de Lyon en 2004/2005.
Il partage sa vie entre Paris et Milan.
Il est représenté par la galerie Esther Schipper. 

## Œuvres
- The Naked Parrot, photographie, aquarelle, colorant, impression pigmentaire sur papier, 41 x 32 cm[8].
- Uncreature, feuille d'or sur une icône peinte ancienne[11].

## Expositions
- Palais de Tokyo
- 2003 : Villa Arson[1]
- 2004 : Le Troupeau du dehors, Lausanne et Mulhouse[1]
- 2008 et 2009 : Lucile Corty, Paris[1],[12]
- 2010 : Kadist Art Foundation, le Stade des Sirènes[13]
- 2010 : Exposition Labor à Mexico[14],[6]
- 2013 : Archeologia[15], présentée à 40mcube, au musée des beaux-arts de Rennes, au musée de géologie de l'université de Rennes 1 et au Frac Bretagne, Rennes. Commissariat : 40mcube
- Centre Georges Pompidou[2]
- Biennale de Lyon 2007
- Netwerk
- Espace Ricard[16]
- 2018 : La Kunsthalle de Mulhouse, Nœuds négatifs[17],[18],[19],[20],[21]
- Drawing Center
- 2022 : Lâme[22] au LaM, Villeneuve d'Ascq

## Documentaire
- Contre-histoire de la séparaton[23],[3], traduit en anglais sous le titre de Counter History of Separation, éd. Paraguay Press[24].

### Magazine
- Les inrockuptibles – Numéros 685 à 691 2009 – page 181. Étienne Chambaud Color Suite Jusqu'au 1" mars au palais de Tokyo. 13, avenue du Président Wilson. Paris XVI». ... www.palaisdetokyo.com Une expo politique, conceptuelle et artisanale, avec une vieille recette du .."